# Ren (commande)
Pour les articles homonymes, voir Ren.

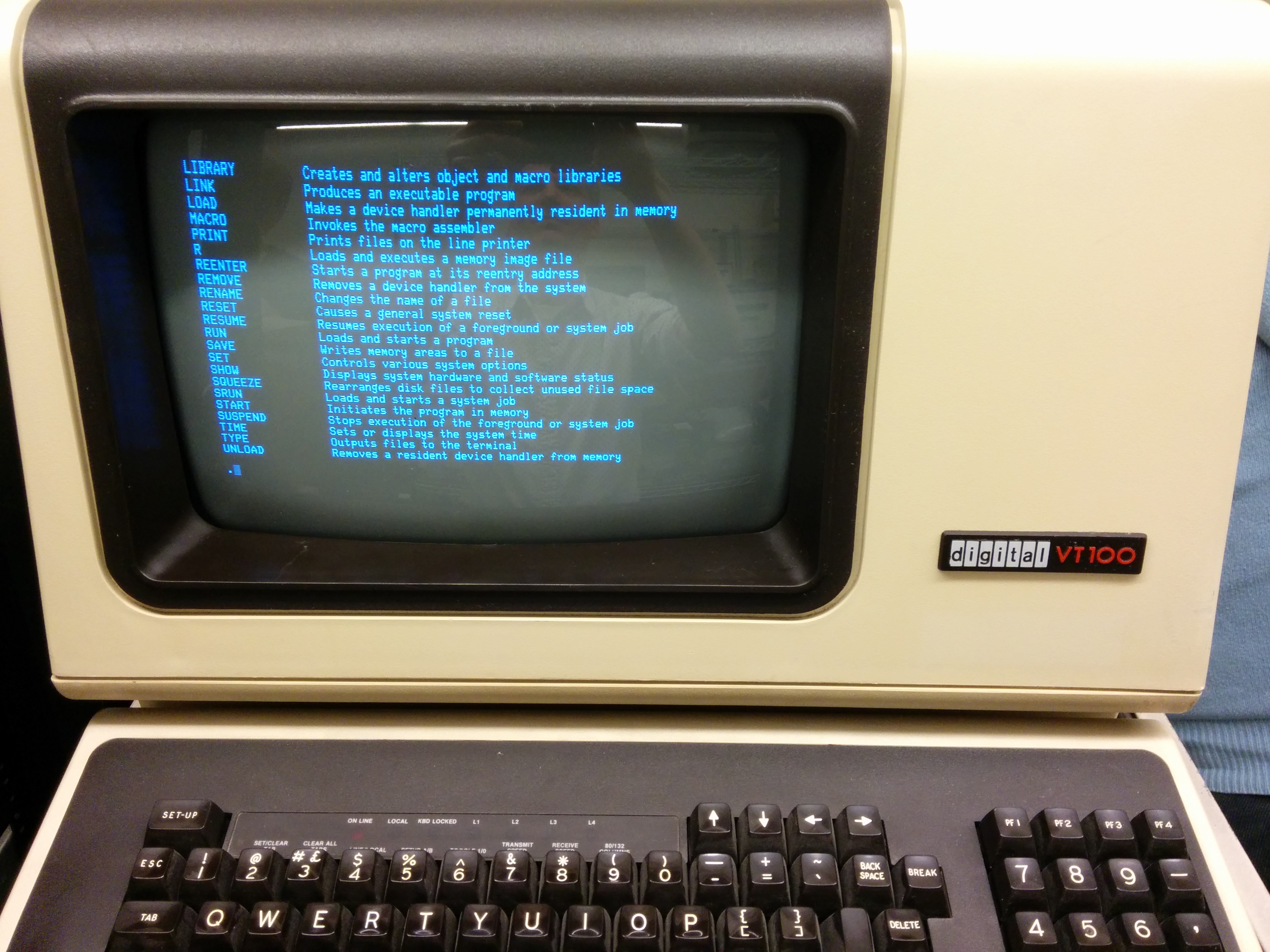
Description de la commande RENOMMER de RT-11SJ affiché sur un VT100.

En informatique, ren (ou renommer) est une commande disponible dans de nombreux interpréteurs de ligne de commande (shells) DOS, OS / 2 et Microsoft Windows tels que COMMAND.COM, cmd.exe, 4DOS, 4NT et Windows PowerShell. Elle est utilisée pour renommer les fichiers, et dans certaines cas les dossiers. Elle peut également déplacer un fichier vers un nouveau chemin. Cette commande est similaire à la commande mv Unix.
RT-11, RSX-11 et OpenVMS fournissent également la commande de renommage qui peut être utilisée avec ren.